# Kompania Wschodnia

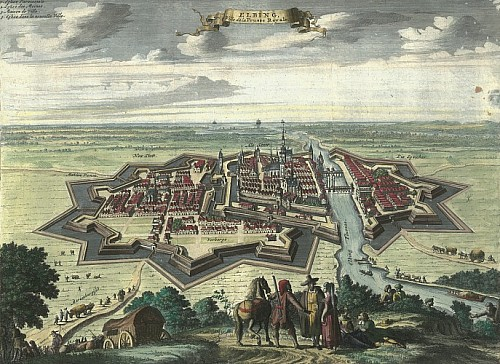
Elbląg w XVIII wieku

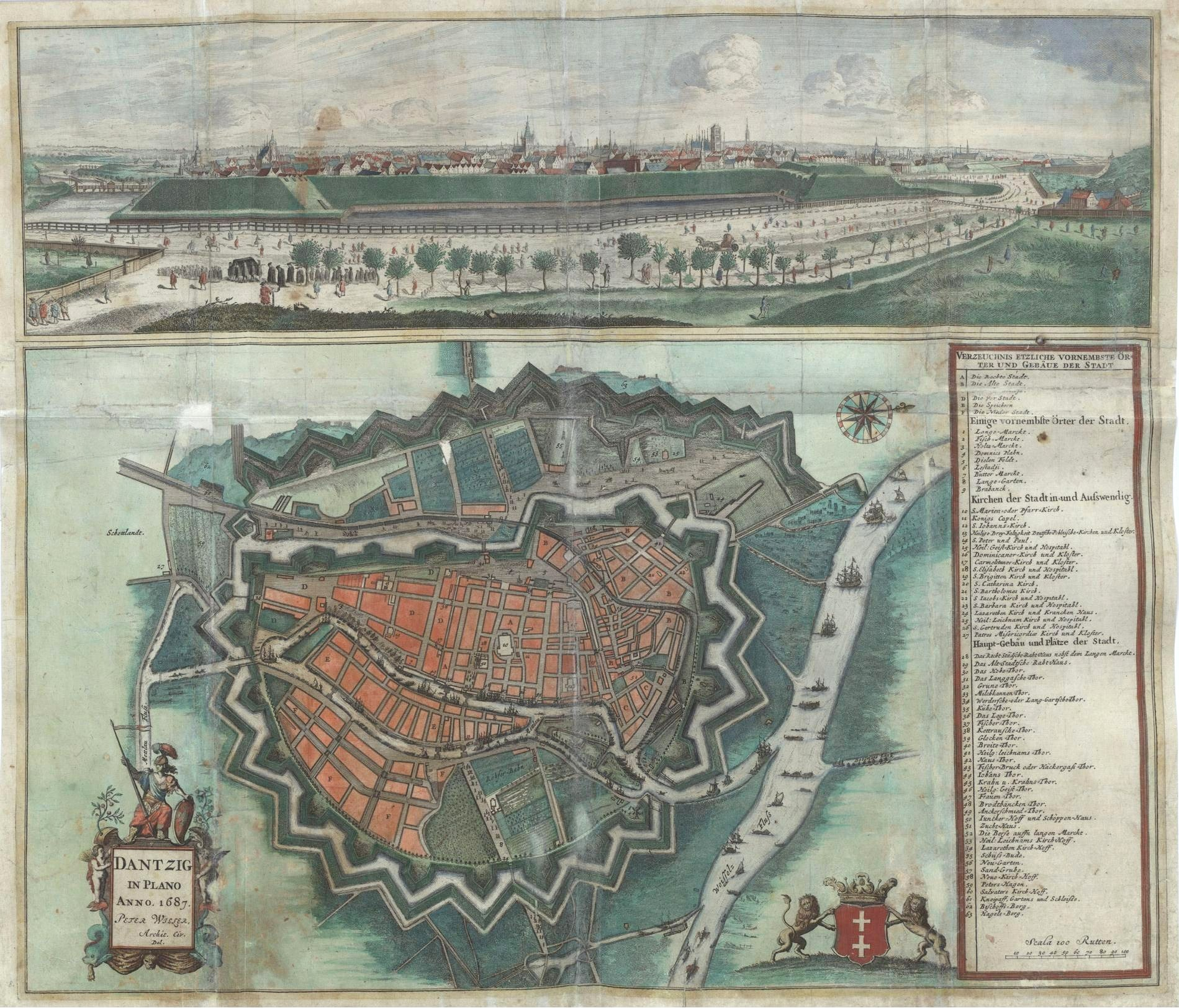
Widok na Gdańsk z 1687 roku

Kompania Wschodnia (ang. Eastland Company) – stowarzyszenie kupców angielskich, od 1579 posiadające prawo wyłączności handlu pomiędzy Anglią a krajami leżącymi na wybrzeżu Bałtyku, wydane przez królową Elżbietę I.
Kompania zrzeszała kupców prowadzących działalność na własny rachunek. Byli to głównie wielcy kupcy londyńscy oraz kupcy z Hull, Newcastle upon Tyne, Ipswich, Great Yarmouth, King’s Lynn i innych portów wschodniej Anglii.
Elbląg, rywalizujący w dziedzinie handlu z Gdańskiem, zawarł 3 marca 1585 porozumienie z Kompanią Wschodnią, stanowiące do 1626 roku podstawę działania tej organizacji w Polsce. Elbląg stał się tym samym jedynym miejscem składu dla kupców angielskich handlujących z Polską, tu też rezydował zastępca gubernatora kompanii. Anglicy cieszyli się pewnymi przywilejami, m.in. zagwarantowano im swobodę praktyk religijnych w mieście, kompania przejęła częściową jurysdykcję nad swoimi członkami, ponadto ok. 50 jej członków uzyskało prawa miejskie Elbląga.
Kompania Wschodnia eksportowała przede wszystkim angielskie tkaniny wełniane, z Polski importowała natomiast materiały okrętowe (len, konopie, maszty, drewno do budowy okrętów) oraz zboże. Głównymi konkurentami Anglików na Bałtyku byli Holendrzy, dysponujący tańszym transportem.
W 1626 działalność kompanii ustała w związku z okupacją szwedzką Elbląga, co wykorzystał Gdańsk, uzyskując na sejmie w 1628 roku cofnięcie zgody na jej działalność w Rzeczypospolitej. Gdańsk uzyskał także monopol na import sukna zamorskiego do kraju. Po zawarciu rozejmu w Altmarku w 1629 losy kompanii były przedmiotem rokowań dyplomatycznych prowadzonych pomiędzy Szwecją, Anglią, Gdańskiem i Rzecząpospolitą. W 1631 Kompania Wschodnia podpisała porozumienie z Gdańskiem, na mocy którego handel angielski ograniczono do samego Gdańska, gdzie przez 30 dni w roku kupcy angielscy mogli prowadzić interesy bezpośrednio z kupcami przybyłymi z głębi państwa. Do 1637 roku miasto zachowało prawo do stemplowania angielskiego sukna (nawet tego przywożonego lądem). W drugiej połowie XVII wieku działalność kompanii słabła. Formalnie istniała jeszcze w XVIII wieku.